# ایوان کراسنتسکیی
ایوان کراسنتسکیی (انگلیسی: Ivan Krasnetskyi; ۲۷ دسامبر ۱۹۴۵ – ۲۳ آوریل ۲۰۱۰) بازیکن فوتبال اهل اتحاد جماهیر شوروی سوسیالیستی بود.
از باشگاه‌هایی که در آن بازی کرده‌است می‌توان به باشگاه فوتبال اسپارتاک ایوانو-فرانکیفسک اشاره کرد.